# Pieza gráfica
Una pieza gráfica se refiere a una composición visual en diseño, el cual puede variar en soporte y formato según sus necesidades.
Se relaciona muy fuertemente con la publicidad, la cual es usada tanto en vía pública como en revistas o prensa escrita. A pesar de limitarse a un espacio plano, en la vía pública puede tener relieves para acaparar el interés de los transeúntes.
- Datos: Q6075657